# Juiz Camusot
O juiz Camusot, nascido em 1794, é um personagem fictício da Comédia Humana de Honoré de Balzac. É filho do mercador de seda Camusot. Aparece principalmente em Le Cabinet des Antiques, onde ele ainda é apenas Camusot, mas onde sua carreira demonstra boas chances de sucesso graças ao apoio de Diane de Maufrigneuse.
Sua esposa, mulher hábil e ambiciosa, toma as rédeas desta carreira e faz complôs para atrair os favores de personagens poderosas.
Em 1818, ele é um jovem advogado, convidado ao baile de César Birotteau, na História da Grandeza e da Decadência de César Birotteau.
Em 1824, juiz de instrução em Alençon em Le Cabinet des Antiques, ele tem dois filhos.
Em 1825, depois de haver deposto um mandato de prisão contra Victurnien d'Esgrignon, ele aceita, a pedido de Diane de Maufrigneuse, a encerrar o processo. Em recompensa por esse serviço, ele é nomeado seis meses mais tarde juiz suplente da corte real de Paris, e depois juiz de instrução e cavalheiro da Legião de Honra.
De 1825 a 1828, em Le Cousin Pons, ele é nomeado ao tribunal de Mantes, depois juiz de instrução em Paris.
Em 1828, em L'Interdiction, ele é nomeado no lugar do juiz Popinot em um caso iniciado pela Marquesa d'Espard contra seu marido.
Em 1828, em Splendeurs et misères des courtisanes, ele interroga o falso abade Carlos Herrera sem sucesso. Comete, em seguida, um grande número de erros. Ele procede ao interrogatório de Lucien de Rubempré, dá-lhe a ler uma carta de Esther van Gobseck que faz o jovem ceder, para a frustração de Monsieur de Grandville, outro juiz que protegia o jovem, que faz sentir sobre Camusot sua estupidez.
O juiz Camusot pede conselhos imediatamente à sua esposa, que se encarrega de montar uma operação de sedução e chantagem, ao lado de Diane de Maufrigneuse e Madame de Sérisy.
Em 1834, em Le Cousin Pons, ajudado por sua incapacidade notória, ele obtem uma cadeira na câmara dos processos de acusação, trabalho rotineiro que lhe convem.
Em 1844, ele junta a seu nome o de uma terra comprada na Normandia (de Marville). É feito comendador da Legião de Honra.
Único herdeiro de Sylvain Pons, ele herda uma coleção de Pons que se compõe apenas de um busto assinado por Goya.
O juiz Camusot também aparece em:
- La Femme auteur;
- La Muse du département.